# رولاند روبرتسون
رولاند روبرتسون (بالإنجليزية: Roland Robertson)‏ هو عالم اجتماع بريطاني، ولد في 1938.

## وصلات خارجية
- رولاند روبرتسون على موقع الموسوعة البريطانية (الإنجليزية)